# 제임스 브룩
제임스 브룩 경(영어: Sir James Brooke, KCB, 1803년 4월 29일 ~ 1868년 6월 11일)은 영국의 탐험가이자, 군인, 정치인으로, 사라왁 왕국의 초대 라자(Rajah)이다.

## 생애
영국령 인도의 후글리 지방(Hooghly district)의 반델(Bandel)에서 태어난 브룩은 12살에 잉글랜드로 가서 노위치 스쿨에서 교육을 받았다.
1819년에 인도로 돌아간 그는 그 해에 영국 동인도 회사 소속의 벵골군에 입대하였고, 제1차 영국-미얀마 전쟁에 종군하여 아삼 지방에서 무훈을 세운다. 1838년에는 브루나이의 술탄인 오마르 알리 사이푸딘 2세의 명령을 받고 보르네오 섬 일대의 해적을 토벌하는 일에 나섰고, 이때의 공로로 그는 사라왁 지역을 영지로 하사받는다. 1841년에는 브룩이 술탄으로부터 사라왁의 라자(Rajah)로 임명되면서 사라왁 왕국이 성립되었다.
1846년에는 영국 정부로부터 라부안 섬의 행정관으로 임명되었고, 1847년에 잉글랜드로 돌아간 그는 바스 훈장 2등급(KCB)을 받아 기사(Knighthood)에 서임되었다.
1852년에 생물학자 앨프리드 러셀 월리스를 만난 브룩은 8년에 걸친 말레이 제도 항해에 월리스를 동참시켰고, 월리스는 이때 행한 말레이 제도에서의 식생 조사의 결과를 토대로 진화론의 기본 원리인 자연선택설을 세우게 된다.
그 후 해적 토벌 활동에 힘쓰던 브룩은 건강이 악화되어 왕위를 조카 찰스 브룩에게 양위하고 잉글랜드로 돌아갔으며, 1868년에 데번주의 뷰레이터(Burrator)에서 사망하였다.